# Heartbreaker (canción de Justin Bieber)
«Heartbreaker» —en español: «Rompecorazones»— es el primer sencillo del álbum de recopilación "Journals", del cantante y escritor canadiense Justin Bieber. Fue lanzado el 7 de octubre de 2013 y está producido por T-Minus, Maejor Ali y Chief Tone. La canción es la primera de la serie de canciones de Bieber, denominada «Music Mondays», donde lanzó una canción cada lunes por 10 semanas hasta el 9 de diciembre de 2013.

## Posicionamiento en las listas
| Lista (2013)                                | Mejor posición |
| ------------------------------------------- | -------------- |
| Bélgica (Flandes) (Ultratip Bubbling Under) | 1              |
| Bélgica (Valonia) (Ultratip Bubbling Under) | 1              |
| Canadá (Canadian Hot 100)                   | 40             |
| Países Bajos (Mega Single Top 100)          | 5              |
| Escocia (Scottish Singles Sales Chart)      | 21             |
| Estados Unidos (Billboard Hot 100)          | 13             |
| Estados Unidos (Digital Songs)              | 22             |